# Hannah Callowhill Penn
Hannah Callowhill Penn, född 11 februari 1671 i Bristol, död 20 december 1726 i London, var en amerikansk de facto ämbetsman, agerande guvernör av Pennsylvania mellan 1712 och 1726.
Hon var gift med guvernör William Penn. När hennes make paralyserades efter en stroke år 1712 och inte kunde sköta sitt ämbete, tog hon över hans uppgifter och skötte hans ämbete i hans namn fram till hans död 1718. Enligt makens testamente övertog hon guvernörsämbetet i eget namn efter hans död, med sir William Keith, 4th Baronet, som sin vice. Hennes innehav av ämbetet ifrågasattes utan framgång av hennes styvson. 